# Dom Trzech Kaznodziei w Gdańsku
Dom Trzech Kaznodziei (Dom Kaznodziejów, Dom Kaznodziei) – manierystyczna kamienica w Gdańsku. Mieści się na Starym Mieście przy ul. Katarzynki.

## Historia
Została zbudowana w latach 1599–1602 według projektu gdańskiego architekta Antoniego van Obberghena. Pełniła funkcję mieszkań duchowieństwa z sąsiadującego kościoła św. Katarzyny. Fasada kamienicy, która przetrwała II wojnę światową, jest podzielona na trzy części, efektem czego budynek sprawia wrażenie zespołu trzech bliźniaczych kamienic. Podobne rozwiązanie van Obberghen wykorzystał projektując później Wielką Zbrojownię. Charakterystycznym elementem są zachowane przedproża z kutą balustradą. Od 1967 obiekt widnieje w rejestrze zabytków. Kamienicę w pełni zrekonstruowano w 1970 roku, przeznaczając ją na siedzibę m.in. Wojewódzkiej Przychodni Endokrynologicznej, która funkcjonowała w niej do 2005 roku. Od tego czasu obiekt nie posiada użytkownika. Budynek co prawda został wydzierżawiony zakonowi karmelitów, którzy planowali powstanie w nim Centrum Domu Kaznodziejów, jednak do tego nie doszło. W 2014 ogłoszono, że od 2015 budynek miał być siedzibą miejskiego i wojewódzkiego konserwatora zabytków. Obecnie planowane jest oddanie obiektu w ręce Caritasu.